# Fina-Raffinerie Duisburg
Die Fina-Raffinerie Duisburg war eine große von der Fina betriebene Raffinerie in Duisburg-Neuenkamp. 
Die Versorgung der Raffinerie mit Erdöl stellte die Nord-West Oelleitung aus Wilhelmshaven sicher. Vorrangig wurde die Raffinerie errichtet, um Rohöle aus dem Mittleren Ostens zu verarbeiten. Die Kapazität der Raffinerie Betrug 1960 1,3 Mio. t und stieg bis 1972 auf 2,5 Mio. t.
Zu ihr gehörte ein 250 Meter hoher Kamin, welcher 1981 errichtet wurde und der höchste Schornstein einer Erdölraffinerie in Deutschland war. Dieser als Zentralschornstein angelegte Schornstein fasste alle Abgasströme von Prozessöfen zusammen.
Im Dezember 1988 wurde die Raffinerie stillgelegt und zu einem Großtanklager umgebaut. Es gab seinerzeit Planungen, den Kamin, der auch als ERD-Kamin (ERD = Erdölraffinerie Duisburg) bezeichnet wurde, zu einem Aussichtsturm mit einer Aussichtsplattform umzubauen. Allerdings wurde keine dieser Planungen verwirklicht und so wurde er 1997 stückweise abgetragen. Ein Abriss durch Sprengung wäre wegen der dichten Bebauung zu gefährlich gewesen.